# 南機場風向帶
南機場風向帶為日治時期「南機場」量測飛機起降所須之氣候資料之建築。2005年10月28日公告為縣定古蹟。

## 歷史背景
第二次世界大戰末期，日本在宜蘭市南方建立了南機場，後作為神風特攻隊的起降機場。

## 建築特色
為了量測飛機起降所須之氣候資料，因此建造了今南機場風向帶。由鋼筋混凝土為主，配合加強磚造結構而構成。為了掩蔽欺敵，因此在屋頂上覆上泥土及植物，並架設風向旗及桿子。
建築本體約5.5公尺高，與留存的木桿加起來共高12公尺。

## 引用資料
1. ↑  . 文化部文化資產局. （原始内容存档于2019-01-21）.